# Polyommatus demavendi
Polyommatus demavendi is een vlinder uit de familie van de Lycaenidae. De wetenschappelijke naam van de soort is voor het eerst gepubliceerd in 1938 door Ernst Pfeiffer.

## Verspreiding
De soort is ontdekt bij de plaats Demavend in het Elboers-gebergte in Iran op een hoogte tussen 2200 en 2500 meter. De soort komt ook voor in Turkije.

## Waardplanten
De rups leeft op Onobrychis (Fabaceae).

## Ondersoorten
- Polyommatus demavendi demavendi (Pfeiffer, 1938)
- Polyommatus demavendi amasyensis (de Lesse, 1961)
  - = Agrodiaetus demavendi amasyensis de Lesse, 1961
- Polyommatus demavendi lorestanus Eckweiler, 1997
  - = Polyommatus (Agrodiaetus) demavendi lorestanus Eckweiler, 1997